# Земляной тенрек
Земляной тенрек (лат. Geogale aurita) — вид млекопитающих из семейства тенрековых. Единственный вид в одноимённом роде (Geogale) и подсемействе Geogalinae. Обитает на Мадагаскаре, являясь эндемиком острова.

## Описание
Это небольшие животные. Масса взрослых особей 5—8 г, длина 60—75 мм, длина хвоста составляет половину длины тела.
Отличается от других тенреков наличием 34 зубов вместо 36. Также уникален в своем семействе тем, что самки могут входить в эструс, еще кормя предыдущий выводок и, таким образом, способны кормить один и вынашивать другой одновременно.
Температура тела животного зависит от температуры окружающей среды, при этом беременные и кормящие самки могут поддерживать более стабильную и высокую температуру.

## Поведение
Питается насекомыми, особенно термитами, которых находит по звуку. Сам тенрек является добычей нескольких местных хищников: обыкновенной сипухи (Tyto alba), мадагаскарской ушастой совы (Asio madagascariensis), мадагаскарского ужа Шлегеля (Madagascarophis colubrinus) и линейчатого мунго (Mungotictis decemlineata).

## Классификация
Выделяют 2 подвида:
- Geogale aurita aurita Milne-Edwards & A. Grandidier, 1872
- Geogale aurita orientalis G. Grandidier & Petit, 1930